# فهرست پررفت‌وآمدترین فرودگاه‌های شهری جهان بر پایه جابه‌جایی مسافران
این مقاله مربوط به فهرست پررفت‌وآمدترین فرودگاه‌های شهری جهان بر پایه جابه‌جایی مسافران است.

## آمار ۲۰۱۰
| رتبه | مکان                       | کّل مسافران  | فرودگاه |
| ---- | -------------------------- | ----------- | --- |
| ۱.   | لندن                       | ۱۲۷٬۳۵۳٬۴۱۹ | فرودگاه هیترو لندن، فرودگاه گاتویک، فرودگاه استانستد لندن، فرودگاه لوتن لندن، فرودگاه لندن سی‌تی، فرودگاه جنوبی لندن                                              |
| ۲.   | نیویورک                    | ۱۰۷٬۵۸۶٬۷۱۷ | فرودگاه بین‌المللی جان اف کندی، فرودگاه بین‌المللی لیبرتی نیوآرک، فرودگاه لاگواردیا، فرودگاه وستچستر کانتی, فرودگاه لانگ آیلند مک‌آرتور, فرودگاه بین‌المللی استیوارت |
| ۳.   | توکیو                      | ۹۸٬۰۲۴٬۷۰۸  | فرودگاه هانه‌دا، فرودگاه بین‌المللی ناریتا |
| ۴.   | آتلانتا                    | ۸۹٬۳۳۱٬۶۲۲  | فرودگاه بین‌المللی هارتسفیلد-جکسون آتلانتا |
| ۵.   | پاریس                      | ۸۶٬۲۰۳٬۶۶۹  | فرودگاه پاری-شارل-دو-گل، فرودگاه اورلی، فرودگاه باووایس-تیلی |
| ۶.   | شیکاگو                     | ۸۴٬۳۰۲٬۴۲۷  | فرودگاه بین‌المللی اوهیر شیکاگو، فرودگاه بین‌المللی میدوی شیکاگو، فرودگاه بین‌المللی گاری/چیکگو                                                                     |
| ۷.   | لس‌آنجلس                    | ۷۹٬۹۸۱٬۵۲۴  | فرودگاه بین‌المللی لس‌آنجلس، فرودگاه لانگ بیچ، فرودگاه باب هوپ، فرودگاه جان وین، فرودگاه بین‌المللی انتاریو                                                         |
| ۸.   | پکن                        | ۷۶٬۱۷۱٬۸۰۱  | فرودگاه بین‌المللی پکن، فرودگاه پکن نانیوان |
| ۹.   | شانگهای                    | ۷۱٬۶۸۴٬۸۰۸  | فرودگاه بین‌المللی شانگهای پودنگ، فرودگاه بین‌المللی شانگهای هنگقیو                                                                                                |
| ۱۰.  | دالاس/فورت وورث            | ۶۴٬۸۶۷٬۴۱۹  | فرودگاه بین‌المللی دالاس-فورت ورث، فرودگاه دالاس لاو |
| ۱۱.  | میامی                      | ۶۳٬۹۹۸٬۲۷۵  | فرودگاه بین‌المللی میامی، فرودگاه بین‌المللی فورت لادرداله – هالی‌وود، فرودگاه بین‌المللی پالم بیچ                                                                   |
| ۱۲.  | واشینگتن، دی. سی./بالتیمور | ۶۳٬۶۳۳٬۸۱۷  | فرودگاه بین‌المللی دالس واشینگتن، فرودگاه ملی رونالد ریگان واشنگتن، فرودگاه بین‌المللی ثرگود مارشال بالتیمور واشینگتن                                              |
| ۱۳.  | منطقه خلیج سانفرانسیسکو    | ۵۶٬۹۰۵٬۱۶۱  | فرودگاه بین‌المللی سانفرانسیسکو، فرودگاه بین‌المللی اوکلند، فرودگاه بین‌المللی سان خوزه                                                                             |
| ۱۴.  | فرانکفورت                  | ۵۶٬۱۷۲٬۷۹۶  | فرودگاه بین‌المللی فرانکفورت، فرودگاه فرانکفورت-هان |
| ۱۵.  | دنور، کلرادو               | ۵۲٬۲۱۱٬۲۴۲  | فرودگاه بین‌المللی دنور |
| ۱۶.  | سئول                       | ۵۱٬۰۴۴٬۸۲۶  | فرودگاه بین‌المللی اینچن, فرودگاه بین‌المللی گیمپو |
| ۱۷.  | مسکو                       | ۵۰٬۹۵۸٬۶۴۳  | فرودگاه بین‌المللی دوموده‌دوو، فرودگاه بین‌المللی شرمتیوو، فرودگاه بین‌المللی ونوکووا                                                                                |
| ۱۸.  | هنگ کنگ                    | ۵۰٬۴۱۰٬۸۱۹  | فرودگاه بین‌المللی هنگ‌کنگ |
| ۱۹.  | مادرید                     | ۴۹٬۷۸۶٬۲۰۲  | فرودگاه مادرید-باراخاس |
| ۲۰.  | هیوستون                    | ۴۹٬۵۳۳٬۵۷۰  | فرودگاه بین‌المللی جرج بوش، فرودگاه ویلیام پی. هابی |
| ۲۱.  | سائوپائولو                 | ۴۸٬۲۲۴٬۸۷۳  | فرودگاه بین‌المللی سائو پائولوگوارولخس، فرودگاه کونگونهاس-سائو پاوئولو، فرودگاه بین‌المللی ویراکوپوس-کامپیناس، فرودگاه کمپو مارته، فرودگاه سائو خوزه دوس کامپس     |
| ۲۲.  | دبی، امارات                | ۴۷٬۱۸۰٬۶۲۸  | فرودگاه بین‌المللی دبی |
| ۲۳.  | آمستردام                   | ۴۵٬۲۱۱٬۷۴۹  | فرودگاه اسخیپهول آمستردام |
| ۲۴.  | بانکوک                     | ۴۴٬۲۶۲٬۳۴۷  | فرودگاه بین‌المللی سووارنابومی، فرودگاه بین‌المللی دن موئنگ |
| ۲۵.  | جاکارتا                    | ۴۳٬۹۸۱٬۰۲۲  | فرودگاه بین‌المللی سوئکارنو-هتا |
| ۲۶.  | استانبول                   | ۴۳٬۳۵۰٬۰۲۹  | فرودگاه بین‌المللی آتاترک، فرودگاه بین‌المللی صبیحه گوکچن |
| ۲۷.  | سنگاپور                    | ۴۲٬۰۳۸٬۷۷۷  | فرودگاه چانگی سنگاپور |
| ۲۸.  | گوانگ‌ژو                    | ۴۰٬۹۷۵٬۲۵۳  | فرودگاه بین‌المللی بایون گوآنگجو |
| ۲۹.  | رم                         | ۴۰٬۴۸۶٬۲۰۲  | فرودگاه لئوناردو دا وینچی-فیومیچینو، فرودگاه چمپینو، رم |
| ۳۰.  | فینیکس، آریزونا            | ۳۹٬۴۶۴٬۴۰۹  | فرودگاه بین‌المللی فینکس اسکای هاربر، فرودگاه فینکس-مسا |
| ۳۱.  | بارسلون                    | ۳۸٬۷۶۸٬۸۸۶  | فرودگاه بارسلونا، فرودگاه جیرونا-کاستا براوا، فرودگاه رئوس، فرودگاه سبدلل، فرودگاه ال لیدا-الگوآیره                                                              |
| ۳۲.  | لاس‌وگاس                    | ۳۹٬۳۹۷٬۳۵۹  | فرودگاه بین‌المللی مک‌کاران |
| ۳۳.  | شارلوت                     | ۳۸٬۱۴۳٬۰۷۸  | فرودگاه بین‌المللی شارلوت داگلاس |
| ۳۴.  | سیدنی                      | ۳۵٬۹۹۲٬۱۶۴  | فرودگاه سیدنی |
| ۳۵.  | اورلندو، فلوریدا           | ۳۵٬۷۷۵٬۱۰۷  | فرودگاه بین‌المللی اورلاندو (فلوریدا)، فرودگاه بین‌المللی اورلندو سنفورد                                                                                           |
| ۳۶.  | کوالالامپور                | ۳۵٬۲۰۵٬۶۳۶  | فرودگاه بین‌المللی کوالالامپور، فرودگاه بین‌المللی کوالالامپور فرودگاه سلطان عبدالعزیز شاه                                                                         |
| ۳۷.  | میلان                      | ۳۴٬۶۷۰٬۴۳۷  | Malpensa، فرودگاه لینیت، فرودگاه اوریو آل سریو |
| ۳۸.  | مونیخ                      | ۳۴٬۵۹۸٬۶۳۴  | فرودگاه مونیخ |
| ۳۹.  | تورنتو                     | ۳۳٬۴۵۲٬۸۵۱  | فرودگاه بین‌المللی پیرسون تورنتو، فرودگاه شهری بیلی بیشاپ تورنتو، فرودگاه بین‌المللی جان سی. منرو همیلتن                                                           |